# Ramapithecus
 Ramapithecus  ist eine ausgestorbene Gattung der Primaten aus der Familie der Menschenaffen (Hominiden). Teile eines Oberkieferknochens und einige Zähne wurden 1932 von George Edward Lewis bei Haritalyangar, im indischen Bereich der Siwaliks, gefunden und 1934 erstmals wissenschaftlich beschrieben.
Typusart der Gattung ist Ramapithecus brevirostris. Die zu Ramapithecus gestellten Fossilien ähneln sehr stark denen von Sivapithecus.

## Namensgebung
Die Bezeichnung der Gattung Ramapithecus verweist zum einen auf Rama, eine Figur der indischen Mythologie und ist zum anderen abgeleitet vom griechischen Wort πίθηκος (altgriechisch ausgesprochen píthēkos: „Affe“). Das Epitheton der Typusart, Ramapithecus brevirostris, verweist auf die Rekonstruktion der Form des erhaltenen Gesichtsschädels, abgeleitet von lateinisch brevis „kurz“ und rostrum „Schnauze“. Ramapithecus brevirostris bedeutet sinngemäß folglich „kurz-schnauziger Rama-Affe“.

## Erstbeschreibung
Holotypus der Gattung und der Typusart Ramapithecus brevirostris ist ein teilweise bezahntes, rechtes Oberkieferfragment (Sammlungsnummer: Y.P.M. 13799).

## Merkmale und Datierung
Die Ramapithecus zugeschriebenen Fossilien wurden auf ein Alter von 14 bis 8 Millionen Jahren datiert und weisen einige Ähnlichkeiten mit dem menschlichen Gebiss auf: So sind die Kauflächen der Molaren und Prämolaren abgeflacht und weniger spitz als bei vielen Menschenaffen, die Eckzähne sind klein und stumpf, die Kiefer ist verkürzt mit der Folge einer relativ kurzen, flachen Schnauze, und die Zahnbögen verlaufen angedeutet parabolisch (und nicht, wie zum Beispiel bei den rezenten Schimpansen, U-förmig).
Aufgrund der nur bruchstückhaft überlieferten Fossilien gibt es für Ramapithecus und Sivapithecus allenfalls grobe Schätzwerte für deren Hirnvolumen, denen zufolge es Dryopithecus und ähnlich großen Schimpansen entspreche, also vermutlich deutlich weniger als 400 cm³  betragen hat.

## Stellung im Stammbaum der Menschenaffen
Aufgrund der Merkmale der Bezahnung und insbesondere aufgrund der Rekonstruktion einer relativ kurzen, flachen Schnauze durch Elwyn L. Simons wurde Ramapithecus 1961 in einer damals vielbeachteten Studie als unmittelbarer Vorfahr der – zu Gattung Homo führenden – Hominini und als „Missing Link“ interpretiert.

### Historischer Hintergrund
1944 publizierte Theodosius Dobzhansky den Aufsatz On species and races of living and fossil man, in dem er die Hypothese aufstellte, dass es zu jeder Zeit nur eine einzige, allerdings variationsreiche Art der Hominini gegeben habe. 1950 griff Ernst Mayr beim Cold Spring Harbour Symposium on Quantitative Biology Dobzhanskys Annahmen auf und spitzte sie in seinem Vortrag über „Taxonomic categories in fossil hominids“ dahingehend zu, dass die Vielzahl der bislang vergebenen Artnamen reduziert werden müsse. Mayr überzeugte die Paläoanthropologen davon, alle inzwischen entdeckten, mutmaßlichen Vorfahren des Menschen der Gattung Homo zuzuordnen. Dies hatte zum Beispiel zur Folge, dass die damals als Pithecanthropus erectus bezeichneten Fossilien in Homo erectus („der aufgerichtete Mensch“) umbenannt und der aufrechte Gang als wesentliches Merkmal der Gattung Homo ausgewiesen wurde. Ferner eigneten sich die Paläoanthropologen damals die Sichtweise an, dass es – hervorgegangen aus den Australopithecinen – zu jeder Zeit nur eine Art der Gattung Homo gegeben habe, die sich, gemäß den ebenfalls von Ernst Mayr formulierten Mechanismen der Synthetischen Evolutionstheorie, langsam und graduell hin zu  Homo sapiens entwickelt habe.
Diese Argumentation beeinflusste auch Elwyn Simons und dessen ehemaligen Schüler David Pilbeam, die die Hypothese der Synthetischen Evolutionstheorie von einem langsamen und graduellen Formenwandel in die Vergangenheit projizierten. Obwohl Mitte der 1960er-Jahre nur ein einziges Fossil – das Typusexemplar Y.P.M. 13799 – vorlag, interpretierten sie die von ihnen kurz und flach rekonstruierte Schnauze von Ramapithecus brevirostris 1965 dahingehend, dass dies ein Merkmal des aufrechten Ganges sei, da ein abgerundeter Schädel leichter auf einer senkrecht stehenden Wirbelsäule zu tragen sei als ein Schädel mit weit vorspringender Schnauze. Der aufrechte Gang habe überdies den Händen den Gebrauch von Werkzeugen ermöglicht, weswegen alle Fossilien mit derartigen Merkmalen in die unmittelbare Vorfahrenschaft des Menschen gestellt werden könnten. Sie machten sich hierbei zugleich eine Hypothese von Charles Darwin zu eigen, der 1871 die Verkleinerung der Eckzähne als Folge des Gebrauchs von Steinwerkzeugen interpretiert hatte, was wiederum eine bipede Lebensweise voraussetze. „Auf diese Weise wurde ein Geschöpf, das zunächst als die früheste Hominidenart angesehen wurde, als kulturelles Lebewesen gedeutet – das heißt als primitive Version der heutigen Menschen und nicht als ein kulturloser Affe.“ Da die Sedimente, aus denen das Fossil Y.P.M. 13799 geborgen worden war, zweifelsfrei ein hohes Alter hatten, gelangten Simons und Pilbeam zu dem Schluss, „daß die ersten Menschen mindestens vor fünfzehn, vielleicht sogar vor dreißig Millionen Jahren auftraten, und dieser Ansicht schloß sich die große Mehrheit der Anthropologen an. Darüber hinaus sorgte der Glaube an einen so alten Ursprung der Menschheit für einen beruhigenden Abstand zwischen dem Menschen und der übrigen Natur, was viele mit Genugtuung aufnahmen.“
Bereits 1967 weckte eine anhand molekularbiologischer Modelle berechnete Zeitskala für die Evolution der Primaten erste Zweifel an dieser Alterszuweisung, da sich diesen Berechnungen zufolge die zu den Menschen führende Linie erst vor 5 Millionen Jahren (später korrigiert auf 7 Mio. Jahre) von der zu den Schimpansen führenden Linie getrennt habe. Nachdem Pilbeam 1976 einen weiteren, intakten, aber nahezu V-förmigen Kiefer von Ramapithecus entdeckt hatte, zeigte sich zudem, dass die Kieferfragmente des ersten Fossils ungenau – fälschlicherweise abgerundet – rekonstruiert worden waren, und 1982 wurde Ramapithecus von Pilbeam endgültig aus der Vorfahrenlinie der Hominini ausgeschlossen.

### Heutige Namensvarianten
Der Status von Ramapithecus als eigenständige Gattung ist heute umstritten. Möglicherweise ist die Gattung identisch mit Sivapithecus: Einige Forscher deuten Ramapithecus als die weibliche Form von Sivapithecus. Sollten Sivapithecus männliche und Ramapithecus weibliche Individuen der gleichen Art repräsentieren, hätte die Gattungsbezeichnung Sivapithecus Vorrang, da sie bereits 1910 von Guy Ellcock Pilgrim benannt worden war.
Da nach der Benennung von Ramapithecus brevirostris erkannt wurde, dass ein bereits 1915 von Guy Ellcock Pilgrim als Dryopithecus punjabicus benanntes Oberkieferfragment eher zur Gattung Ramapithecus als zur Gattung Dryopithecus gehört und mit den Ramapithecus brevirostris genannten Fossilien nahezu identisch ist, wurde die Art Ramapithecus brevirostris entsprechend den Regeln der Taxonomie umbenannt in Ramapithecus punjabicus. Von jenen Forschern, die Ramapithecus und Sivapithecus als männliche und weibliche Varianten der gleichen Art interpretieren, werden die Fossilien daher in ihren Fachpublikationen heute auch als Sivapithecus punjabicus bezeichnet.
Ebenfalls umstritten ist die Stellung dieser Gattung(en) im Stammbaum der Menschenaffen: Manche Forscher betrachten sie als Vorfahr der heute lebenden Menschenaffen (Hominidae), andere als deren Schwestertaxon. Wieder andere – wie etwa Richard Leakey – stellen sie in die Nähe der Orang-Utans; demnach wäre sie erst nach der Aufteilung der Menschenaffen in eine asiatische (Orang-Utan) und eine afrikanische Linie (Gorillas, Schimpansen und Menschen) anzusiedeln. Klarheit über Ramapithecus werden wohl erst zusätzliche Funde bringen.

## Belege
1. 1 2   G. Edward Lewis: Preliminary notice of new man-like apes from India. In: American Journal of Science. Serie 5, Band 27, 1934, S. 161–181, doi:10.2475/ajs.s5-27.159.161.
2. ↑  Elwyn L. Simons: On the mandible of Ramapithecus. In: PNAS. Band 51, Nr. 3, 1964, S. 528–535, doi:10.1073/pnas.51.3.528, Volltext mit zahlreichen Abbildungen.
3. 1 2  Fiorenzo Facchini: Die Ursprünge der Menschheit. Konrad Theiss Verlag, 2006, S. 63.
4. ↑  David R. Begun: Planet of Live. Apes. In: Scientific American. August 2003, S. 80.
5. ↑  Elwyn L. Simons: The phyletic position of Ramapithecus. In: Postilla. Band 57, 1961, S. 1–9. Zugleich Kapitel 27 in: Russell L. Ciochon, John G. Fleagle (Hrsg.): Primate Evolution and Human Origins. Routledge, New York 1987, ISBN 978-0-20201175-2.
6. ↑  Theodosius Dobzhansky: On species and races of living and fossil man. In: American Journal of Physical Anthropology. Band 2, Nr. 3, 1944, S. 251–265, doi:10.1002/ajinpa.1330020303.
7. ↑  Ernst Mayr: Taxonomic categories in fossil hominids. In: Cold Spring Harbor Symposia on Quantitative Biology 1950. Band 15, 1950, S. 109–118, doi:10.1101/SQB.1950.015.01.013, Exzerpt.
8. ↑  Ian Tattersall: The Strange Case of the Rickety Cossack – and Other Cautionary Tales from Human Evolution. Palgrave Macmillan, New York 2015, S. 72, ISBN 978-1-137-27889-0.
9. ↑  David R. Pilbeam, Elwyn L. Simons: Some problems of hominid classification. In: American Scientist. Band 53, Nr. 2, 1965, S. 237–259, JSTOR:27836009.
10. ↑   Elwyn L. Simons, David Pilbeam: Preliminary Revision of the Dryopithecinae (Pongidae, Anthropoidea). In: Folia Primatologica. Band 3, 1965, S. 81–152, doi:10.1159/000155026.
11. ↑  Charles Darwin: The descent of man, and selection in relation to sex. Band 1, 1871, Verlag von John Murray, S. 144. Volltext – Den Zusammenhang von Bipedie und Werkzeuggebrauch hatte Darwin ebenfalls betont. (S. 142)
12. ↑  Richard Leakey: Die ersten Spuren. Über den Ursprung des Menschen. Goldmann, München 1999, S. 25, ISBN 3-442-15031-0.
13. ↑  Vincent M. Sarich, Allan C. Wilson: Immunological time scale for hominid evolution. In: Science. Band 158, 1967, S. 1200–1203, doi:10.1126/science.158.3805.1200.
14. ↑  Aylwyn Scally, Richard Durbin: Revising the human mutation rate: implications for understanding human evolution. In: Nature Reviews Genetics. Band 13, 2012, S. 745–753, doi:10.1038/nrg3295.
15. ↑  David Pilbeam et al.: New hominoid primates from the Siwaliks of Pakistan and their bearing on hominoid evolution. In: Nature. Band 270, 1977, S. 689–695, doi:10.1038/270689a0.
16. ↑   Susan Lipson, David Pilbeam: Ramapithecus and hominid evolution. In: Journal of Human Evolution. Band 11, Nr. 6, 1982, S. 545–546, IN3, 547–548, doi:10.1016/S0047-2484(82)80108-5.
17. ↑  Peter Andrews, İbrahim Tekkaya: A revision of the Turkish Miocene hominoid Sivapithecus meteai. In: Palaeontology. Band 23, Nr. 1, 1980, S. 85–95, Volltext (PDF).
18. ↑  Guy Ellcock Pilgrim: Notices of new Mammalian genera and species from the Tertieries of India-Calcutta. In: Records of the Geological Survey of India. Band 40, 1910, S. 63–71.
19. ↑  calphotos.berkeley.edu: diverse Abbildungen von Sivapithecus punjabicus = Ramapithecus punjabicus = Ramapithecus brevirostris.
20. ↑  Richard Leakey, Die ersten Spuren. Über den Ursprung des Menschen, S. 28.